# Hölgyész
A hölgyész a hölgymenyétre, azaz hermelinre vadászót jelentő régi foglalkozásnév. Művelőit megtaláljuk a régi királyi udvarházak szolgáltatónépei között.
A szó finnugor eredetű az ugor korból: muszlim források szerint a honfoglalás előtt egyszer a magyarok menyasszonyukért hermelinprémmel fizettek, így jött létre a kapcsolat a hölgy (akkori jelentése szerint: menyasszony) és a hermelin között.
Egyes források szerint Hőgyész település neve is a hölgyész szóból ered.